# Carnaiola
Carnaiola è una frazione del comune di Fabro (TR).
Si trova a breve distanza dal capoluogo, sorge su una collina a 350 m s.l.m. ed è popolata da 172 abitanti.

## Storia
Le prime notizie risalgono al periodo romano, quando una fortificazione venne costruita presso il ponte del Muro Grosso, una chiusa realizzata per limitare gli effetti delle piene della Val di Chiana durante il riversamento nel Tevere, forse su diretto volere di Nerone nel 65 d.C..
Sembra che in questa zona si congiungessero una variante della strada romana Cassia e la Traiana.
All'inizio dell'XI secolo vi venne costruito un castello a scopo difensivo, prima abitato da un certo Paris de Philipensibus e poi da membri dei Monaldeschi e dalla Congregazione dei Baroni.
Il Baglioni (uno storico) racconta che il capitano di ventura Francesco da Carnaiola assaltò Città della Pieve nel 1449.
Il conte Orazio di Marsciano acquistò il castello all'inizio del Seicento, per poi trasformarlo in palazzo nobiliare: la proprietà del maniero e del feudo venne trasmessa di generazione in generazione con una primogenitura, e si mantenne all'interno della famiglia dei Conti di Marsciano per più di 250 anni e fino al 30 giugno 1866, giorno in cui venne ceduto in blocco insieme a tutto l’ex feudo da Alessandro di Alfonso di Marsciano a Pasquale di Giuseppe Meoni, già affittuario della tenuta di Carnaiola. Nel 1816 lo vediamo tra i possedimenti del Conte Francesco di Marsciano, insieme a Montegiove, Guardea e Castel di Fiori.
Insieme ai Meoni di Buonconvento abitò per un certo periodo anche il conte Giovanni Cozza, padre dell'archeologo, architetto, pittore e inventore Adolfo Cozza. Dal 1922 appartiene ad altro proprietario.
Il borgo è cresciuto nel XV secolo lungo la strada che conduceva al castello.
Comune autonomo fino al 1869 quando fu accorpato dall'attuale comune che all'epoca faceva parte della provincia di Perugia.

## Economia e manifestazioni
Nel 1264 nacque a Carnaiola la beata Vanna (morta nel 1306), una terziaria domenicana che visse ad Orvieto: essa è patrona italiana delle sarte, delle ricamatrici e delle lavoranti dell'ago. Dapprima sepolta all'interno della chiesa di San Domenico di Orvieto, durante il Giubileo del 2000 il suo corpo venne traslato a Carnaiola. Essa viene festeggiata ogni anno il 23 luglio.
L'agricoltura e, in particolare, la viticoltura costituiscono una voce economica importante.
Ogni anno vi si svolgeva la Sagra del cianfragnone (un tipo di pasta fatto con farina e acqua), la Sagra del pan col mosto e Festa dell'Uva.

## Monumenti e luoghi d'interesse
- Castello medievale, con quattro torrioni angolari e le mura di cinta dotate di feritoie. Contiene affreschi di scuola manierista;
- Chiesa della Beata Vanna, costruita sul luogo di nascita della mistica;
- Chiesa dei Ss. Severo e Salvatore (XVI secolo).
- Chiesa di San Nicola, ruderi della chiesa poco fuori del paese sulla strada verso Faiolo (frazione di Montegabbione)

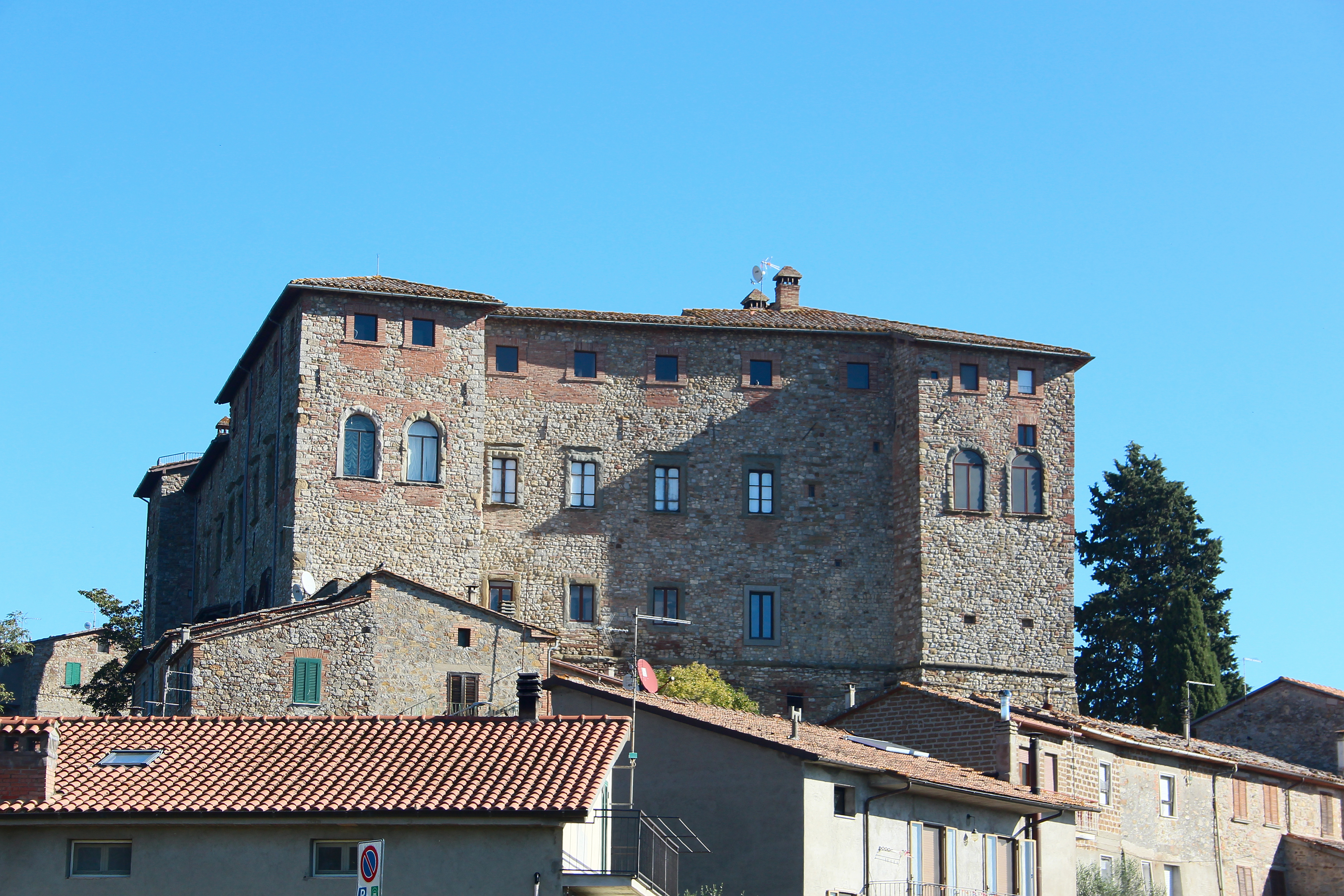
Il castello di Carnaiola
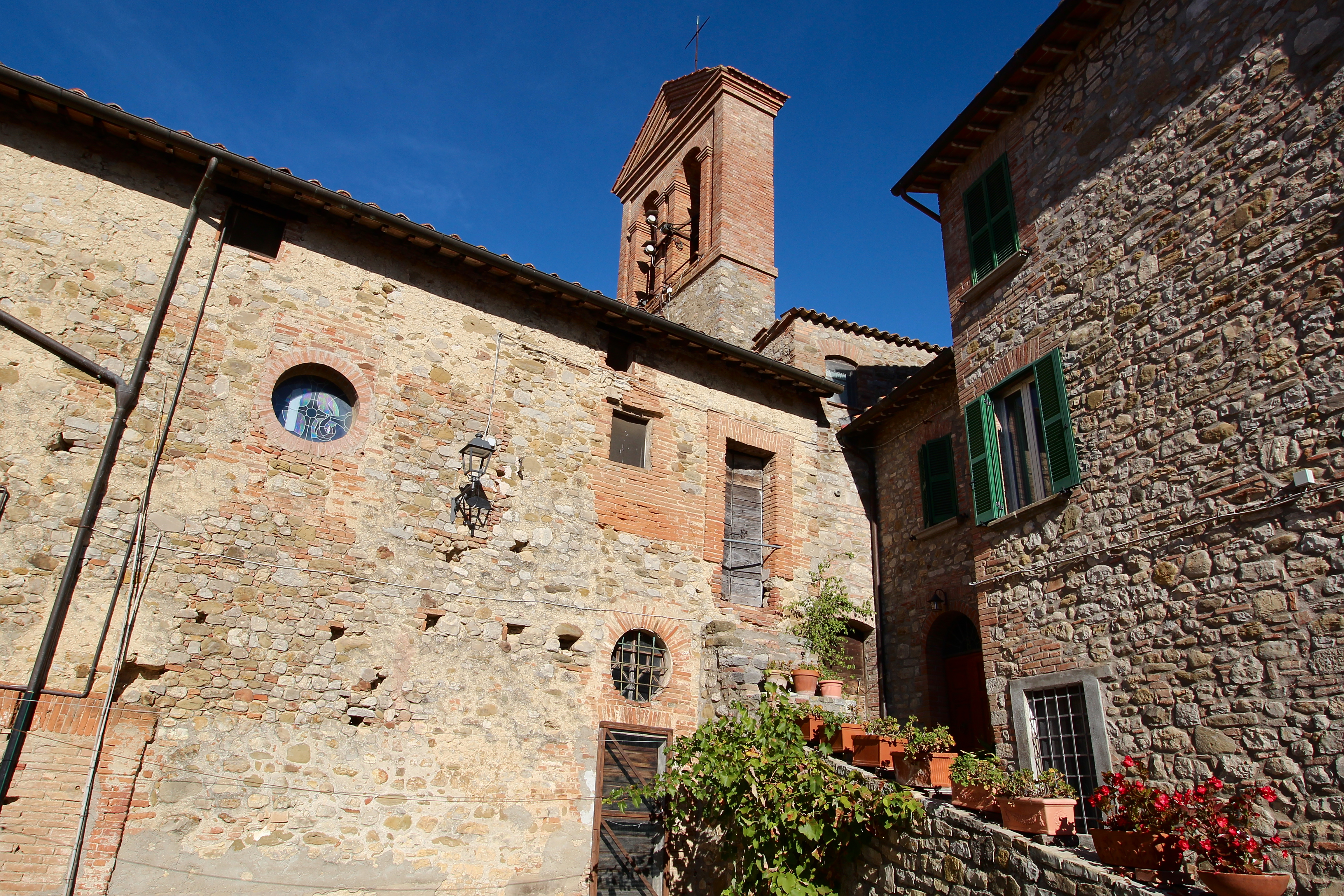
La chiesa dei Santi Salvatore e Severo
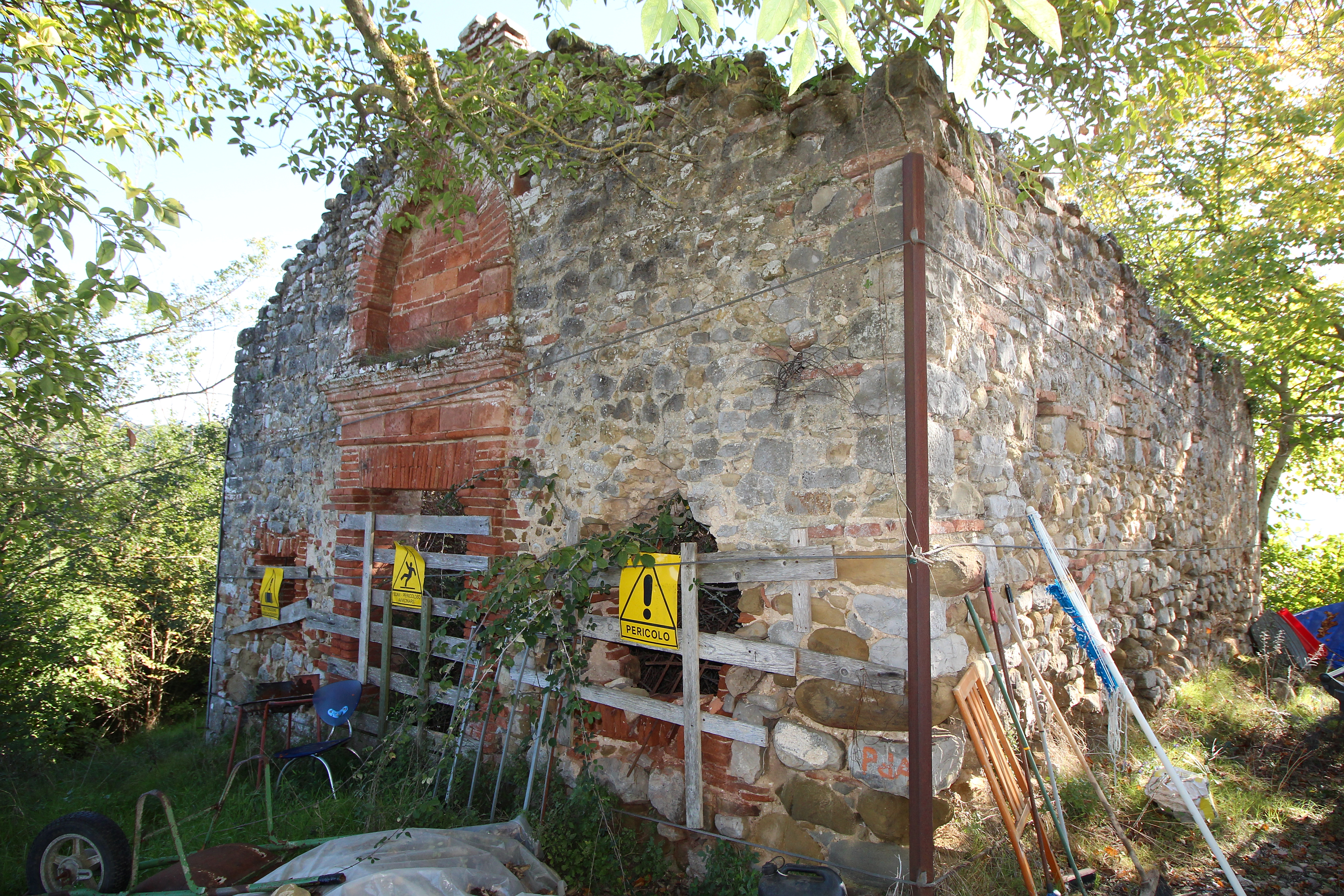
San Nicola

## Sport
Dal 1992 vi si svolgeva la Cronoscalata Fabro Scalo-Carnaiola "Trofeo Giuseppe Ferri" ma non si svolge più.